# Малий Молокиш
Малий Молокиш (рос. Малый Молокиш; рум. Molochișul Mic) — село в Рибницькому районі в Молдові (Придністров'ї). Входить до складу Вадул-Туркулуйської сільської ради.
Згідно з переписом населення 2004 року у селі проживало 13% українців.